# Pedicularis torta
Pedicularis torta är en snyltrotsväxtart som beskrevs av Carl Maximowicz. Pedicularis torta ingår i släktet spiror, och familjen snyltrotsväxter. Inga underarter finns listade i Catalogue of Life.